# Comté de Northampton (Virginie)
Pour les articles homonymes, voir Comté de Northampton.
Le comté de Northampton est un comté de Virginie, aux États-Unis situé à l'extrémité de la Péninsule de Delmarva. Sa population est de 12 389 habitants. Le comté a une superficie totale de 2 060 km2, dont 540 km2 de terre ferme et 1 520 km2 d'eau. Il est frontalier, au nord, du comté d'Accomack.
Le siège du comté est situé à Eastville. Il est au centre de l'impact de la météorite qui a entraîné la fin de l'Éocène le cratère de la baie de Chesapeake.

## Personnalités
- Abel P. Upshur, secrétaire d'État sous la présidence de John Tyler est natif du comté.